# Atlanticus glaber
Atlanticus glaber is een rechtvleugelig insect uit de familie sabelsprinkhanen (Tettigoniidae). De wetenschappelijke naam van deze soort is voor het eerst geldig gepubliceerd in 1912 door Rehn & Hebard.